# Tommy Christensen
Tommy Anton Christensen (* 20. Juli 1961 in Hillerød) ist ein ehemaliger dänischer Fußballspieler.

## Karriere
Bereits mit 17 Jahren debütierte 1978 Christensen für Aarhus GF in der 1. Division Dänemarks. 1979 wechselte er zum niederländischen Spitzenverein PSV Eindhoven, kehrte nach zwei Jahren jedoch wieder zu AGF zurück. 1984 verließ er Dänemark erneut, es folgten kurze Gastspiele beim FC Elche in der spanischen Primera División und den englischen Clubs Leicester City und FC Portsmouth. Nach den weiteren Stationen Brøndby IF und Vejle BK in Dänemark schloss sich der Stürmer 1988 dem deutschen Zweitligisten Eintracht Braunschweig an. Nach der Saison beendete Christensen, der in seiner Karriere immer wieder mit Verletzungen zu kämpfen gehabt hatte, im Alter von 27 Jahren seine Profilaufbahn.
Christensen kam zudem zu einem Einsatz für die dänische A-Nationalmannschaft, am 22. Juni 1983 lief er in einem Spiel gegen Finnland auf.

## Nach dem Fußball
Christensen ist heute Vertriebs- und Marketingleiter einer Firma, die Wasserkühler und Eismaschinen vertreibt. Außerdem ist er an der Seite von u. a. Brian und Michael Laudrup für die Showstars aktiv, einer dänischen All-Star-Mannschaft ehemaliger Profis, die regelmäßig Freundschafts- und Benefizspiele bestreitet.